# Feria de la manzana de Zacatlán
La Feria de la manzana (oficialmente: La gran feria de la manzana) es la fiesta más importante del municipio mexicano de Zacatlán. Ésta se celebra durante la semana del 15 de agosto, día de la Virgen de la Asunción, patrona de los fruticultores y en cuyo honor se celebra una misa y se bendicen los cultivos de manzana del municipio.

## Historia

### Antecedentes
En enero de 1896 se creó en la ciudad de Zacatlán una comisión especial para organizar la primera exposición regional de la Sierra norte de Puebla, con sede en dicha ciudad, cuyo objetivo principal era impulsar el comercio de los productos de la región.
Al evento asistieron como expositores los municipios de Huauchinango, Teziutlán, Tlatlauquitepec, Tetela, Alatriste, Ahuacatlán, Amixtlán, Jopala, Huehuetla, Olintla y Hueytlalpan. Aparte de los expositores de la sierra norte de Puebla, también hubo pequeñas exposiciones de la ciudad de Puebla, Texcoco y de la Ciudad de México.
La exposición se realizó ese mismo año, y a pesar del poco tiempo de preparación fue considerada como una de las mejores exposiciones realizadas en México ese año.

### Creación
Durante mucho tiempo existió la idea de realizar una exposición especial para fomentar el comercio de manzana y de todos los productos que ya se producían en del municipio. En el mes de junio de 1941, el círculo social zacateco decidió convocar una sesión pública con el presidente municipal Agustín M. Cano y los regidores del municipio para planear formalmente el evento.
Se decidió crear un evento cuyo motivo principal fuera reconocer a la  manzana producida en el municipio y los productos, muchos de ellos artesanales que se elaboraban desde aquel tiempo y que ya ponían en el mapa nacional al municipio, cómo fecha para su celebración se escogió la semana del 15 de agosto, día de la virgen de la asunción y patrona de los fruticultores. La primera feria de la manzana se realizó ese mismo año.
María del Pilar, de doce años, fue escogida por el presidente municipal Agustín M. Cano como primera reina de la feria de la Manzana para representar el hecho de que, al ser una nueva festividad, debía ser representada por una persona joven.

## Eventos y exposiciones
Durante la feria se venden principalmente productos agrícolas y cuenta con una Exposición artesanales e industrial con productores del municipio, destacando la venta de sidra, dulces, vinos, Ocoxal, pirotecnia, souvenirs, pan de queso y café. Igualmente se exponen productos industriales como relojes monumentales y máquinas cafetaleras.
En el domingo de clausura se lleva a cabo al mediodía un tradicional desfile de carros alegóricos donde participan las comunidades pertenecientes a este municipio, así como escuelas y organizaciones en la ciudad, en los que además de su talento artístico muestran sus productos y se reparten los cultivos de manzana entre la población.